# Подансько
Подансько (пол. Podańsko, нім. Puddenzig) — село в Польщі, у гміні Ґоленюв Голеньовського повіту Західнопоморського воєводства.
Населення — 336 осіб (2011).
У 1975—1998 роках село належало до Щецинського воєводства.

## Демографія
Демографічна структура станом на 31 березня 2011 року:
|          | Загалом | Допрацездатний вік | Працездатний вік | Постпрацездатний вік |
| -------- | ------- | ------------------ | ---------------- | -------------------- |
| Чоловіки | 168     | 48                 | 111              | 9                    |
| Жінки    | 168     | 42                 | 105              | 21                   |
| Разом    | 336     | 90                 | 216              | 30                   |